# Mein Blut
«Mein Blut» (en español: «Mi sangre») es el primer sencillo de la banda de metal industrial alemán Eisbrecher de su álbum Eisbrecher. Este fue su sencillo debut.

## Lista de canciones
1. «Mein Blut» (Kurzschnitt) - 3:24
2. «Mein Blut» (Album-Schnitt) - 4:25
3. «Mein Blut» (Pix Mischung) - 5:42
4. «Mein Blut» (Carlos Perón Neumischung) - 5:38

- Datos: Q5645780